# Handball aux Jeux olympiques d'été de 2004
Navigation
Sydney 2000 Pékin 2008
Les tournois masculin et féminin de handball aux Jeux olympiques d'été de 2004 se sont déroulés du 14 au 29 août 2004.
Chez les hommes, la Croatie, Champion du monde remporte son deuxième titre olympique, après sa victoire en 1996 qui avait déjà couronné Slavko Goluža, Venio Losert et Valter Matošević. Elle devance l'Allemagne, Champion d'Europe six mois plus tôt, et le tenant du titre russe qui, grâce à ses vétérans Lavrov (42 ans), Toutchkine (40 ans), Koudinov (35 ans) et Gorpichine (34 ans), remporte à cette occasion sa dernière médaille internationale. Les français et Jackson Richardson, porte-drapeau de la délégation, sont battus en quart de finale après une excellente phase de poule (5 victoires en 5 matchs).
Chez les femmes, le Danemark remporte son troisième titre olympique consécutif en disposant de la Corée du Sud au terme d'une finale à suspens qui ne s'est conclue qu'aux jets de 7 mètres. La médaille de bronze est remportée par de surprenantes Ukrainiennes, tombeuses dans le match pour la 3e place de la France, Championne du monde en titre.

## Présentation

### Lieux de la compétition
Les matchs du tournoi de handball ont lieu dans deux salles construites à l'occasion des Jeux et situées au sud d'Athènes. Le premier tour a lieu au Pavillon des sports de Fáliro qui peut accueillir 5 800 spectateurs. Les phases finales ont lieu à la salle des sports du Complexe olympique d'Helliniko, d'une capacité de 10 300 spectateurs.

### Arbitres
La Fédération internationale de handball (IHF) a sélectionné 13 binômes d'arbitres pour les deux tournois :
- Jan Boye (2) et Bjarne Munk Jensen (2)
- Hassan Aly Hassan (2) et Yasser Salim Aly Aly (2)
- Vicente Breto et José Antonio Huelin
- Gilles Bord et Olivier Buy
- Frank Lemme (de) et Bernd Ullrich (de)
- Fotis Bavas (2) et Sotiris Migas (2)
- Stefán Arnaldsson et Gunnar Viðarsson
- Dragan Nachevski (2) et Marjan Nachevski (2)
- Svein Olav Øie (4) et Øyvind Togstad
- Mirosław Baum et Marek Góralczyk
- Zorica Gardinovački (2) et Branka Marić (2)
- Janko Požežnik et Darko Repenšek
- Peter Hansson (2) et Peter Olsson (2)

Le Norvégien Svein Olav Øie participe à ses quatrièmes Jeux olympiques tandis que 10 paires ont précédemment arbitré à Sydney en 2000.

### Porte-drapeaux

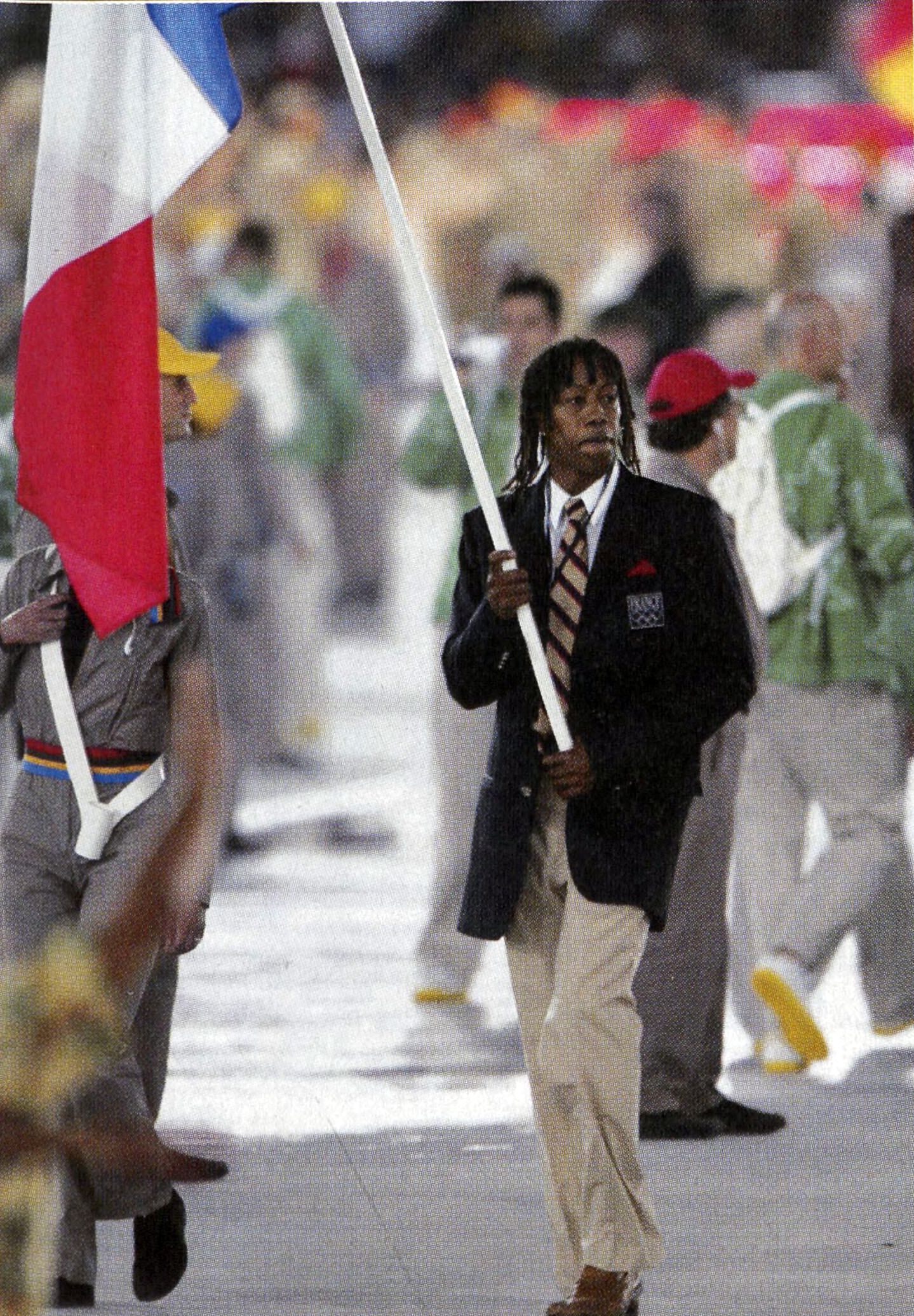
Jackson Richardson était le porte-drapeau de la France.

Cinq personnalités du handball ont été porte-drapeaux de leur délégation lors de ces Jeux olympiques :
| Porte-drapeau          | Nationalité | Cérémonie | Cérémonie | Résultat  |
| Porte-drapeau          | Nationalité | Ouverture | Clôture   | Résultat  |
| ---------------------- | ----------- | --------- | --------- | --------- |
| Jackson Richardson     | France      | X         | X         | 5e place  |
| Guðmundur Hrafnkelsson | Islande     | X         |           | 9e place  |
| Beno Lapajne           | Slovénie    | X         |           | 11e place |
| István Pásztor (en)    | Hongrie     |           | X         | 4e place  |
| Elisa Webba            | Angola      |           | X         | 9e place  |

### Joueurs
Le tournoi se joue sans aucune restriction d'âge. Pour chaque match, chaque nation doit présenter une équipe de quatorze joueurs. La composition des équipes est :
- Composition des équipes masculines (en)
- Composition des équipes féminines (en)

## Médaillés

### Podium masculin
| Médaille                            | Joueurs | Pays      |
| Médaille d'or, Jeux olympiques      | Ivano Balić, Davor Dominiković, Mirza Džomba, Slavko Goluža, Nikša Kaleb, Blaženko Lacković, Venio Losert, Valter Matošević, Petar Metličić, Vlado Šola, Denis Špoljarić, Goran Šprem, Igor Vori, Drago Vuković, Vedran Zrnić. Sélectionneur : Lino Červar                                                                    | Croatie   |
| Médaille d'argent, Jeux olympiques  | Markus Baur, Mark Dragunski, Henning Fritz, Pascal Hens, Jan Olaf Immel, Torsten Jansen, Florian Kehrmann, Stefan Kretzschmar, Klaus-Dieter Petersen, Christian Ramota, Christian Schwarzer, Christian Zeitz, Daniel Stephan, Volker Zerbe. Sélectionneur : Heiner Brand                                                      | Allemagne |
| Médaille de bronze, Jeux olympiques | Pavel Bachkine, Mikhaïl Tchipourine, Alexandre Gorbatikov, Viatcheslav Gorpichine, Vitali Ivanov, Edouard Kokcharov, Alexeï Kostigov, Denis Krivochlikov, Vassili Koudinov, Oleg Koulechov, Andreï Lavrov, Sergueï Pogorelov, Alexeï Rastvortsev, Dimitri Torgovanov, Alexandre Toutchkine. Sélectionneur : Vladimir Maksimov | Russie    |

### Podium féminin
| Médaille                            | Joueuses | Pays         |
| Médaille d'or, Jeux olympiques      | Louise Bager Nørgaard, Karin Mortensen, Rikke Schmidt, Rikke Skov, Henriette Rønde Mikkelsen, Mette Vestergaard, Rikke Hørlykke Jørgensen, Camilla Thomsen, Lotte Kiærskou, Trine Jensen, Katrine Fruelund, Kristine Andersen, Karen Brødsgaard, Line Daugaard, Josephine Touray . Sélectionneur : Jan Pytlick          | Danemark     |
| Médaille d'argent, Jeux olympiques  | Oh Yong-ran, Moon Kyeong-ha, Woo Sun-hee, Huh Soon-young, Lee Gong-joo, Jang So-hee, Kim Hyun-ok, Kim Cha-youn, Oh Seong-ok, Huh Young-sook, Lim O-kyeong, Lee Sang-eun, Myoung Bok-hee, Choi Im-jeong, Moon Pil-hee . Sélectionneur : Lim Young-chul                                                                   | Corée du Sud |
| Médaille de bronze, Jeux olympiques | Nataliya Boryssenko, Iryna Honcharova, Laryssa Zaspa, Hanna Bourmistrova, Tetiana Chynkarenko, Maryna Verhelyouk, Olena Iatsenko, Hanna Sioukalo, Olena Radtchenko, Olena Tsyhytsia, Halyna Markouchevska, Lioudmyla Chevtchenko, Nataliya Lyapina, Anastasiya Borodina, Oksana Raichel . Sélectionneur : Léonid Ratner | Ukraine      |

## Tournoi olympique masculin

### Qualifications
Les douze équipes qualifiées sont :
| Équipe       | Motif de qualification                           |
| ------------ | ------------------------------------------------ |
| Grèce        | Pays hôte                                        |
| Croatie      | Vainqueur du Championnat du monde 2003           |
| Allemagne    | 2e du Championnat du monde 2003                  |
| France       | 3e du Championnat du monde 2003                  |
| Espagne      | 4e du Championnat du monde 2003                  |
| Russie       | 5e du Championnat du monde 2003                  |
| Hongrie      | 6e du Championnat du monde 2003                  |
| Islande      | 7e du Championnat du monde 2003                  |
| Slovénie     | 2e du Championnat d'Europe 2004                  |
| Corée du Sud | vainqueur du tournoi de qualification asiatique, |
| Égypte       | vainqueur du tournoi de qualification africain,  |
| Brésil       | Vainqueur des Jeux panaméricains (en)            |

À noter l'absence de la Suède, triple vice-championne olympique en titre, seulement 13e du Championnat du monde 2003 puis 7e du Championnat d'Europe 2004.

### Phase de poules

#### Poule A
|   | Équipe       | Pts | J | G | N | P | Bp  | Bc  | Diff | Dép |
| - | ------------ | --- | - | - | - | - | --- | --- | ---- | --- |
| 1 | Croatie      | 10  | 5 | 5 | 0 | 0 | 146 | 129 | 17   | /   |
| 2 | Espagne      | 8   | 5 | 4 | 0 | 1 | 154 | 137 | 17   | /   |
| 3 | Corée du Sud | 4   | 5 | 2 | 0 | 3 | 148 | 148 | 0    | +3  |
| 4 | Russie       | 4   | 5 | 2 | 0 | 3 | 145 | 145 | 0    | -3  |
| 5 | Islande      | 2   | 5 | 1 | 0 | 4 | 143 | 158 | -15  | +5  |
| 6 | Slovénie     | 2   | 5 | 1 | 0 | 4 | 130 | 149 | -19  | -5  |

| 14 août | Espagne      | 31 | 30 | Corée du Sud |
| 14 août | Russie       | 28 | 25 | Slovénie     |
| 14 août | Croatie      | 34 | 30 | Islande      |
| 16 août | Corée du Sud | 35 | 32 | Russie       |
| 16 août | Croatie      | 27 | 26 | Slovénie     |
| 16 août | Espagne      | 31 | 23 | Islande      |
| 18 août | Croatie      | 29 | 26 | Corée du Sud |
| 18 août | Islande      | 30 | 25 | Slovénie     |
| 18 août | Espagne      | 29 | 26 | Russie       |
| 20 août | Corée du Sud | 34 | 30 | Islande      |
| 20 août | Espagne      | 41 | 28 | Slovénie     |
| 20 août | Croatie      | 26 | 25 | Russie       |
| 22 août | Slovénie     | 26 | 23 | Corée du Sud |
| 22 août | Croatie      | 30 | 22 | Espagne      |
| 22 août | Russie       | 34 | 30 | Islande      |

#### Poule B
|   | Équipe    | Pts | J | G | N | P | Bp  | Bc  | Diff |
| - | --------- | --- | - | - | - | - | --- | --- | ---- |
| 1 | France    | 10  | 5 | 5 | 0 | 0 | 135 | 108 | 27   |
| 2 | Hongrie   | 8   | 5 | 4 | 0 | 1 | 132 | 124 | 8    |
| 3 | Allemagne | 6   | 5 | 3 | 0 | 2 | 139 | 110 | 29   |
| 4 | Grèce     | 4   | 5 | 2 | 0 | 3 | 117 | 130 | -13  |
| 5 | Égypte    | 2   | 5 | 1 | 0 | 4 | 105 | 133 | -28  |
| 6 | Brésil    | 0   | 5 | 0 | 0 | 5 | 110 | 133 | -23  |

| 14 août | Hongrie   | 33 | 28 | Égypte    |
| 14 août | Allemagne | 28 | 18 | Grèce     |
| 14 août | France    | 31 | 17 | Brésil    |
| 16 août | France    | 29 | 25 | Grèce     |
| 16 août | Hongrie   | 20 | 19 | Brésil    |
| 16 août | Allemagne | 26 | 14 | Égypte    |
| 18 août | France    | 26 | 23 | Hongrie   |
| 18 août | Grèce     | 36 | 25 | Égypte    |
| 18 août | Allemagne | 34 | 21 | Brésil    |
| 20 août | Grèce     | 26 | 22 | Brésil    |
| 20 août | Hongrie   | 30 | 29 | Allemagne |
| 20 août | France    | 22 | 21 | Égypte    |
| 22 août | France    | 27 | 22 | Allemagne |
| 22 août | Hongrie   | 26 | 22 | Grèce     |
| 22 août | Égypte    | 26 | 22 | Brésil    |

### Phase finale
|  | Quarts de finale | Quarts de finale |              |              | Demi-finales           | Demi-finales           |    |  | Finale       | Finale       |
|  | Quarts de finale | Quarts de finale |              |              | Demi-finales           | Demi-finales           |    |  | Finale       | Finale       |
|  |                  |                  |              |              |                        |                        |    |  |              |              |
|  | 24 août 2004     | 24 août 2004     |              |              | 27 août 2004           | 27 août 2004           |    |  | 29 août 2004 | 29 août 2004 |
|  | 24 août 2004     | 24 août 2004     |              |              | 27 août 2004           | 27 août 2004           |    |  | 29 août 2004 | 29 août 2004 |
|  | Croatie          | 30               |              |              | 27 août 2004           | 27 août 2004           |    |  | 29 août 2004 | 29 août 2004 |
|  | Croatie          | 30               |              |              | 27 août 2004           | 27 août 2004           |    |  | 29 août 2004 | 29 août 2004 |
|  | Grèce            | 27               |              |              | 27 août 2004           | 27 août 2004           |    |  | 29 août 2004 | 29 août 2004 |
|  | Grèce            | 27               | Croatie      | 33           |                        |                        |    |  | 29 août 2004 | 29 août 2004 |
|  | 24 août 2004     |                  | Croatie      | 33           |                        |                        |    |  | 29 août 2004 | 29 août 2004 |
|  |                  | Hongrie          | 31           |              |                        |                        |    |  | 29 août 2004 | 29 août 2004 |
|  | Hongrie          | Hongrie          | 31           | 30           |                        |                        |    |  | 29 août 2004 | 29 août 2004 |
|  | Hongrie          |                  |              | 30           |                        |                        |    |  | 29 août 2004 | 29 août 2004 |
|  | Corée du Sud     | 25               |              |              |                        |                        |    |  | 29 août 2004 | 29 août 2004 |
|  | Corée du Sud     | 25               | Croatie      | 26           |                        |                        |    |  |              |              |
|  | 24 août 2004     |                  | Croatie      | 26           |                        |                        |    |  |              |              |
|  |                  | Allemagne        | 24           |              |                        |                        |    |  |              |              |
|  | Espagne          | Allemagne        | 24           | 30 (0)       |                        |                        |    |  |              |              |
|  | Espagne          | 27 août 2004     |              | 30 (0)       |                        |                        |    |  |              |              |
|  | Allemagne        | 30 (2tab)        |              |              |                        |                        |    |  |              |              |
|  | Allemagne        | 30 (2tab)        | Allemagne    | 21           |                        |                        |    |  |              |              |
|  | 24 août 2004     | 24 août 2004     | Allemagne    | 21           | Match pour la 3e place | Match pour la 3e place |    |  |              |              |
|  | 24 août 2004     | 24 août 2004     |              | Russie       | Match pour la 3e place | Match pour la 3e place | 15 |  |              |              |
|  | France           | 24               | 28 août 2004 | 28 août 2004 |                        |                        | 15 |  |              |              |
|  | France           | 24               | 28 août 2004 | 28 août 2004 |                        |                        |    |  |              |              |
|  | Russie           | 26               |              | Hongrie      | 26                     |                        |    |  |              |              |
|  | Russie           | 26               |              | Hongrie      | 26                     |                        |    |  |              |              |
|  |                  |                  |              |              |                        |                        |    |  | Russie       | 28           |
|  |                  |                  |              |              |                        |                        |    |  | Russie       | 28           |

Lors du quart de finale entre l'Espagne et l'Allemagne, les deux équipes ont dû passer par les jets de 7 mètres pour se départager : 27-27 à l'issue du temps réglementaire puis 28-28 à l'issue de la première prolongation et enfin 30-30 à l'issue de la seconde prolongation. Lors de la séance des jets de 7 mètres, le gardien espagnol David Barrufet arrête deux tirs allemands mais le gardien allemand Henning Fritz en arrête trois et voit un quatrième heurter le poteau : l'Allemagne s'impose 2-0 et se qualifie pour les demi-finales. Fritz sera élu meilleur gardien de la compétition puis meilleur handballeur mondial de l'année 2004.

#### Match pour la3eplace
| 28 août 2004 21h30 | Hongrie         | 26 – 28 | Russie              | Salle des sports d'Helliniko Arbitrage : Bavas, Migas |
| 28 août 2004 21h30 | Carlos Pérez 10 | (10-13) | Édouard Kokcharov 8 | Salle des sports d'Helliniko Arbitrage : Bavas, Migas |
| 28 août 2004 21h30 | ×2 ×5           | Rapport | ×4                  | Salle des sports d'Helliniko Arbitrage : Bavas, Migas |

#### Finale
| 29 août 2004 16h45 | Croatie        | 26 – 24          | Allemagne            | Salle des sports d'Helliniko Arbitrage : P. Hansson, P. Olsson |
| 29 août 2004 16h45 | Mirza Džomba 9 | (11 - 12)        | Stefan Kretzschmar 9 | Salle des sports d'Helliniko Arbitrage : P. Hansson, P. Olsson |
| 29 août 2004 16h45 | ×3 ×2          | Rapport Handzone | ×3 ×5                | Salle des sports d'Helliniko Arbitrage : P. Hansson, P. Olsson |

Feuille de match
| Composition:                |                   |      |                         |             |
| 01                          | Venio Losert      | 9/20 |                         | 28 min 22 s |
| 12                          | Vlado Šola        | 9/22 |                         | 31 min 38 s |
| 02                          | Nikša Kaleb       | 3/3  |                         | 27 min 31 s |
| 04                          | Ivano Balić       | 0/4  |                         | 39 min 12 s |
| 06                          | Blaženko Lacković | 3/7  |                         | 31 min 50 s |
| 07                          | Vedran Zrnić      | -    |                         | NE          |
| 09                          | Igor Vori         | 3/4  | Carton jaune            | 59 min 24 s |
| 10                          | Davor Dominiković | 0/2  |                         | 28 min 21 s |
| 11                          | Mirza Džomba      | 9/10 |                         | 60 min 0 s  |
| 14                          | Drago Vuković     | -    |                         | NE          |
| 15                          | Slavko Goluža     | 1/2  | Suspension · Suspension | 23 min 42 s |
| 17                          | Goran Šprem       | 3/5  | Carton jaune            | 30 min 0 s  |
| 18                          | Denis Špoljarić   | -    |                         | NE          |
| 19                          | Petar Metličić    | 4/8  | Carton jaune            | 60 min 0 s  |
| Sélectionneur : Lino Červar |                   |      |                         |             |

| 26/45  | Buts marqués   | 24/54  |
| 57,8 % | % réussite     | 44,4 % |
| 18/42  | Arrêts         | 11/37  |
| 42,9 % | % d'arrêts     | 29,7 % |
| 4/6    | Jets de 7 m    | 1/2    |
| 3      | Cartons jaunes | 3      |
| 4 min  | Suspensions    | 10 min |
| 0      | Cartons rouges | 0      |

| Composition:                 |                       |       |                           |             |
| 01                           | Henning Fritz         | 11/34 |                           | 56 min 07 s |
| 12                           | Christian Ramota      | 0/3   |                           | 03 min 53 s |
| 04                           | Mark Dragunski        | -     |                           | NE          |
| 05                           | Stefan Kretzschmar    | 9/15  |                           | 60 min 0 s  |
| 07                           | Jan Olaf Immel        | -     |                           | 12 min 02 s |
| 08                           | Christian Schwarzer   | 3/4   | Carton jaune · Suspension | 56 min 22 s |
| 09                           | Klaus-Dieter Petersen | -     | Carton jaune              | 20 min 28 s |
| 10                           | Frank von Behren      | 1/1   | Suspension                | 10 min 12 s |
| 11                           | Volker Zerbe          | 2/7   | Carton jaune · Suspension | 50 min 34 s |
| 13                           | Markus Baur           | 0/3   | Suspension                | 27 min 25 s |
| 14                           | Christian Zeitz       | 1/3   | Suspension                | 11 min 29 s |
| 15                           | Torsten Jansen        | -     |                           | NE          |
| 18                           | Daniel Stephan        | 3/12  |                           | 51 min 28 s |
| 19                           | Florian Kehrmann      | 5/9   |                           | 60 min 0 s  |
| Sélectionneur : Heiner Brand |                       |       |                           |             |

### Matchs de classement
|  | Demi-finales de classement | Demi-finales de classement |                        |    | Match pour la 5e place | Match pour la 5e place |
|  | Demi-finales de classement | Demi-finales de classement |                        |    | Match pour la 5e place | Match pour la 5e place |
|  |                            |                            |                        |    |                        |                        |
|  | 24 août 2004               | 24 août 2004               |                        |    | 27 août 2004           | 27 août 2004           |
|  | 24 août 2004               | 24 août 2004               |                        |    | 27 août 2004           | 27 août 2004           |
|  | Grèce                      | 29                         |                        |    | 27 août 2004           | 27 août 2004           |
|  | Grèce                      | 29                         |                        |    | 27 août 2004           | 27 août 2004           |
|  | Corée du Sud               | 24                         |                        |    | 27 août 2004           | 27 août 2004           |
|  | Corée du Sud               | 24                         | Grèce                  | 15 |                        |                        |
|  | 24 août 2004               |                            | Grèce                  | 15 |                        |                        |
|  |                            | France                     | 33                     |    |                        |                        |
|  | Espagne                    | France                     | 33                     | 27 |                        |                        |
|  | Espagne                    |                            |                        | 27 |                        |                        |
|  | France                     | 29                         |                        |    |                        |                        |
|  | France                     | 29                         | Match pour la 7e place |    |                        |                        |
|  |                            |                            |                        |    |                        |                        |
|  | 27 août 2004               |                            |                        |    |                        |                        |
|  |                            |                            |                        |    |                        |                        |
|  | Corée du Sud               | 24                         |                        |    |                        |                        |
|  | Corée du Sud               | 24                         |                        |    |                        |                        |
|  | Espagne                    | 31                         |                        |    |                        |                        |
|  | Espagne                    | 31                         |                        |    |                        |                        |

Les deux derniers matchs de classement sont disputés le 24 août 2004 :
- Match pour la 9e place :  Islande bat  Brésil 29 à 25
- Match pour la 11e place :  Slovénie bat  Égypte 30 à 24

### Classement final
| Rang                                | Nation       | MJ | V | N | D | BP  | BC  | Diff |
| ----------------------------------- | ------------ | -- | - | - | - | --- | --- | ---- |
| Médaille d'or, Jeux olympiques      | Croatie      | 8  | 8 | 0 | 0 | 238 | 211 | +27  |
| Médaille d'argent, Jeux olympiques  | Allemagne    | 8  | 4 | 1 | 3 | 214 | 181 | +33  |
| Médaille de bronze, Jeux olympiques | Russie       | 8  | 4 | 0 | 4 | 214 | 216 | –2   |
| 4                                   | Hongrie      | 8  | 5 | 0 | 3 | 219 | 210 | +9   |
|                                     |              |    |   |   |   |     |     |      |
| 5                                   | France       | 8  | 7 | 0 | 1 | 221 | 176 | +45  |
| 6                                   | Grèce        | 8  | 3 | 0 | 5 | 188 | 220 | –32  |
| 7                                   | Espagne      | 8  | 5 | 1 | 2 | 242 | 220 | +22  |
| 8                                   | Corée du Sud | 8  | 2 | 0 | 6 | 221 | 238 | –17  |
|                                     |              |    |   |   |   |     |     |      |
| 9                                   | Islande      | 6  | 2 | 0 | 4 | 172 | 183 | –11  |
| 10                                  | Brésil       | 6  | 1 | 0 | 5 | 130 | 162 | –32  |
| 11                                  | Slovénie     | 6  | 2 | 0 | 4 | 160 | 173 | –13  |
| 12                                  | Égypte       | 6  | 0 | 0 | 6 | 134 | 163 | –29  |

Remarque : le match Allemagne-Espagne, qui s'est conclu aux jets de 7 mètres, est considéré comme un match nul.

### Équipe-type
L'équipe-type du tournoi, appelée aussi « all star team », désigne les sept meilleurs joueurs du tournoi à leur poste respectif. Elle est composée de :
- Meilleur gardien : Henning Fritz,  Allemagne
- Meilleur ailier gauche : Juanín García,  Espagne
- Meilleur arrière gauche : Carlos Pérez,  Hongrie
- Meilleur demi-centre : Ivano Balić,  Croatie
- Meilleur pivot : Christian Schwarzer,  Allemagne
- Meilleur arrière droit : Ólafur Stefánsson,  Islande
- Meilleur ailier droit : Mirza Džomba,  Croatie

### Meilleurs buteurs
Les meilleurs buteurs du tournoi sont :
| Rang | Joueur               | Nation       | Buts | Tirs | %      | 7m | Matchs | Moy. |
| ---- | -------------------- | ------------ | ---- | ---- | ------ | -- | ------ | ---- |
| 1    | Yoon Kyung-shin      | Corée du Sud | 58   | 109  | 53,2 % | 18 | 8      | 7,3  |
| 2    | Mirza Džomba         | Croatie      | 55   | 71   | 77,5 % | 17 | 8      | 6,9  |
| 3    | Carlos Pérez         | Hongrie      | 54   | 116  | 46,6 % | 4  | 8      | 6,8  |
| 4    | Edouard Kokcharov    | Russie       | 45   | 66   | 68,2 % | 19 | 8      | 5,6  |
| 5    | Stefan Kretzschmar   | Allemagne    | 44   | 75   | 58,7 % | 4  | 8      | 5,5  |
| 6    | Ólafur Stefánsson    | Islande      | 43   | 67   | 64,2 % | 10 | 6      | 7,2  |
| 7    | Nikolaos Grammatikos | Grèce        | 41   | 71   | 57,7 % | 19 | 8      | 5,1  |
| 8    | Florian Kehrmann     | Allemagne    | 40   | 69   | 58,0 % | 0  | 8      | 5,0  |
| 8    | Alexeï Rastvortsev   | Russie       | 40   | 85   | 47,1 % | 0  | 8      | 5,0  |
| 10   | László Nagy          | Hongrie      | 39   | 70   | 55,7 % | 2  | 8      | 4,9  |
| 10   | Igor Vori            | Croatie      | 39   | 58   | 67,2 % | 0  | 8      | 4,9  |

### Meilleurs gardiens de buts
Les meilleurs gardiens de buts du tournoi sont :
| Rang | Joueur                 | Nation       | % arrêts | Arrêts | Tirs | Matchs | Moy. |
| ---- | ---------------------- | ------------ | -------- | ------ | ---- | ------ | ---- |
| 1    | Henning Fritz          | Allemagne    | 41,5 %   | 102    | 246  | 8      | 12,8 |
| 2    | David Barrufet         | Espagne      | 40,9 %   | 85     | 208  | 8      | 10,6 |
| 3    | Venio Losert           | Croatie      | 39,4 %   | 78     | 198  | 8      | 9,8  |
| 4    | Nándor Fazekas         | Hongrie      | 36,8 %   | 67     | 182  | 8      | 8,4  |
| 5    | Thierry Omeyer         | France       | 36,04 %  | 80     | 222  | 8      | 10,0 |
| 6    | Beno Lapajne           | Slovénie     | 35,96 %  | 64     | 178  | 6      | 10,7 |
| 7    | Han Kyung-tai          | Corée du Sud | 35,3 %   | 100    | 283  | 8      | 12,5 |
| 8    | Mohamed Bakir El-Nakib | Égypte       | 34,85 %  | 46     | 132  | 6      | 7,7  |
| 9    | Vlado Šola             | Croatie      | 34,82 %  | 39     | 112  | 7      | 5,6  |
| 10   | José Javier Hombrados  | Espagne      | 34 %     | 51     | 150  | 8      | 6,4  |

## Tournoi olympique féminin

### Qualifications
Les dix équipes qualifiées sont :
| Équipe       | Motif de qualification                           |
| ------------ | ------------------------------------------------ |
| Grèce        | Pays hôte                                        |
| France       | Vainqueur du Championnat du monde 2003           |
| Hongrie      | 2e du Championnat du monde 2003                  |
| Corée du Sud | 3e du Championnat du monde 2003                  |
| Ukraine      | 4e du Championnat du monde 2003                  |
| Espagne      | 5e du Championnat du monde 2003                  |
| Danemark     | Vainqueur du Championnat d'Europe 2002           |
| Chine        | vainqueur du tournoi de qualification asiatique, |
| Angola       | vainqueur du tournoi de qualification africain,  |
| Brésil       | Vainqueur des Jeux panaméricains                 |

À noter les absences de la Russie, qui ne s'est jamais qualifiée depuis Barcelone en 1992 sous l'égide de l'équipe unifiée, de la Norvège qui a raté d'un cheveu sa qualification (6e du Championnat du monde 2003 et finaliste du Championnat d'Europe 2002) ou encore de l'Allemagne et de la Roumanie.

### Phase de poules

#### Poule A
|   | Équipe  | Pts | J | G | N | P | Bp  | Bc  | Diff |
| - | ------- | --- | - | - | - | - | --- | --- | ---- |
| 1 | Ukraine | 8   | 4 | 4 | 0 | 0 | 99  | 72  | 27   |
| 2 | Hongrie | 6   | 4 | 3 | 0 | 1 | 118 | 93  | 25   |
| 3 | Chine   | 4   | 4 | 2 | 0 | 2 | 106 | 90  | 16   |
| 4 | Brésil  | 2   | 4 | 1 | 0 | 3 | 87  | 105 | -18  |
| 5 | Grèce   | 0   | 4 | 0 | 0 | 4 | 74  | 124 | -50  |

| 15 août | Hongrie | 28 | 24 | Chine   |
| 15 août | Brésil  | 29 | 21 | Grèce   |
| 17 août | Ukraine | 26 | 21 | Chine   |
| 17 août | Hongrie | 33 | 20 | Grèce   |
| 19 août | Chine   | 33 | 13 | Grèce   |
| 19 août | Ukraine | 21 | 9  | Brésil  |
| 21 août | Ukraine | 29 | 20 | Grèce   |
| 21 août | Hongrie | 35 | 26 | Brésil  |
| 23 août | Chine   | 28 | 23 | Brésil  |
| 23 août | Ukraine | 23 | 22 | Hongrie |

#### Poule B
|   | Équipe       | Pts | J | G | N | P | Bp  | Bc  | Diff |
| - | ------------ | --- | - | - | - | - | --- | --- | ---- |
| 1 | Corée du Sud | 7   | 4 | 3 | 1 | 0 | 135 | 103 | 32   |
| 2 | Danemark     | 7   | 4 | 3 | 1 | 0 | 125 | 98  | 27   |
| 3 | France       | 4   | 4 | 2 | 0 | 2 | 105 | 106 | -1   |
| 4 | Espagne      | 1   | 4 | 0 | 1 | 3 | 86  | 110 | -24  |
| 5 | Angola       | 1   | 4 | 0 | 1 | 3 | 97  | 131 | -34  |

| 15 août | Espagne      | 24 | 24 | Angola   |
| 15 août | Danemark     | 35 | 26 | France   |
| 17 août | Corée du Sud | 29 | 29 | Danemark |
| 17 août | France       | 27 | 20 | Espagne  |
| 19 août | Corée du Sud | 40 | 30 | Angola   |
| 19 août | Danemark     | 23 | 21 | Espagne  |
| 21 août | France       | 29 | 21 | Angola   |
| 21 août | Corée du Sud | 36 | 21 | Espagne  |
| 23 août | Corée du Sud | 30 | 23 | France   |
| 23 août | Danemark     | 38 | 22 | Angola   |

### Phase finale
|  | Quarts de finale | Quarts de finale |              |              | Demi-finales           | Demi-finales           |    |  | Finale       | Finale       |
|  | Quarts de finale | Quarts de finale |              |              | Demi-finales           | Demi-finales           |    |  | Finale       | Finale       |
|  |                  |                  |              |              |                        |                        |    |  |              |              |
|  | 26 août 2004     | 26 août 2004     |              |              | 27 août 2004           | 27 août 2004           |    |  | 29 août 2004 | 29 août 2004 |
|  | 26 août 2004     | 26 août 2004     |              |              | 27 août 2004           | 27 août 2004           |    |  | 29 août 2004 | 29 août 2004 |
|  | Ukraine          | 25               |              |              | 27 août 2004           | 27 août 2004           |    |  | 29 août 2004 | 29 août 2004 |
|  | Ukraine          | 25               |              |              | 27 août 2004           | 27 août 2004           |    |  | 29 août 2004 | 29 août 2004 |
|  | Espagne          | 23               |              |              | 27 août 2004           | 27 août 2004           |    |  | 29 août 2004 | 29 août 2004 |
|  | Espagne          | 23               | Ukraine      | 20           |                        |                        |    |  | 29 août 2004 | 29 août 2004 |
|  | 26 août 2004     |                  | Ukraine      | 20           |                        |                        |    |  | 29 août 2004 | 29 août 2004 |
|  |                  | Danemark         | 29           |              |                        |                        |    |  | 29 août 2004 | 29 août 2004 |
|  | Danemark         | Danemark         | 29           | 32           |                        |                        |    |  | 29 août 2004 | 29 août 2004 |
|  | Danemark         |                  |              | 32           |                        |                        |    |  | 29 août 2004 | 29 août 2004 |
|  | Chine            | 28               |              |              |                        |                        |    |  | 29 août 2004 | 29 août 2004 |
|  | Chine            | 28               | Danemark     | 34 (4tab)    |                        |                        |    |  |              |              |
|  | 26 août 2004     |                  | Danemark     | 34 (4tab)    |                        |                        |    |  |              |              |
|  |                  | Corée du Sud     | 34 (2)       |              |                        |                        |    |  |              |              |
|  | Hongrie          | Corée du Sud     | 34 (2)       | 23           |                        |                        |    |  |              |              |
|  | Hongrie          | 27 août 2004     |              | 23           |                        |                        |    |  |              |              |
|  | France           | 25               |              |              |                        |                        |    |  |              |              |
|  | France           | 25               | France       | 31           |                        |                        |    |  |              |              |
|  | 26 août 2004     | 26 août 2004     | France       | 31           | Match pour la 3e place | Match pour la 3e place |    |  |              |              |
|  | 26 août 2004     | 26 août 2004     |              | Corée du Sud | Match pour la 3e place | Match pour la 3e place | 32 |  |              |              |
|  | Corée du Sud     | 26               | 28 août 2004 | 28 août 2004 |                        |                        | 32 |  |              |              |
|  | Corée du Sud     | 26               | 28 août 2004 | 28 août 2004 |                        |                        |    |  |              |              |
|  | Brésil           | 24               |              | Ukraine      | 21                     |                        |    |  |              |              |
|  | Brésil           | 24               |              | Ukraine      | 21                     |                        |    |  |              |              |
|  |                  |                  |              |              |                        |                        |    |  | France       | 18           |
|  |                  |                  |              |              |                        |                        |    |  | France       | 18           |

#### Match pour la3eplace
| 29 août 2004 10h45 | Ukraine             | 21 – 18 | France          | Salle des sports d'Helliniko Arbitrage : Požežnik, Repenšek |
| 29 août 2004 10h45 | Maryna Verhelyouk 6 | (10-10) | Leila Lejeune 7 | Salle des sports d'Helliniko Arbitrage : Požežnik, Repenšek |
| 29 août 2004 10h45 | ×4 ×8 ×1            | Rapport | ×3 ×2           | Salle des sports d'Helliniko Arbitrage : Požežnik, Repenšek |

#### Finale
À l'issue d'une finale riche en suspens qui s'est conclue aux tirs au but après deux prolongations, le Danemark devient le premier pays à posséder trois médailles d'or dans l'épreuve féminine de handball :
| 29 août 2004 10h45 | Danemark                     | 38 – 36 (tab)  | Corée du Sud   | Salle des sports d'Helliniko Affluence : 4 500 Arbitrage : Baum, Goralczyk |
| 29 août 2004 10h45 | Katrine Fruelund 15          | (14-14, 25-25) | Lee Sang-eun 9 | Salle des sports d'Helliniko Affluence : 4 500 Arbitrage : Baum, Goralczyk |
| 29 août 2004 10h45 | Prol. : 4-4, 5-5 ; Tab : 4-2 |                |                | Salle des sports d'Helliniko Affluence : 4 500 Arbitrage : Baum, Goralczyk |
| 29 août 2004 10h45 | ×3 ×1                        | Rapport        | ×4             | Salle des sports d'Helliniko Affluence : 4 500 Arbitrage : Baum, Goralczyk |

### Matchs de classement
|  | Demi-finales de classement | Demi-finales de classement |                        |    | Match pour la 5e place | Match pour la 5e place |
|  | Demi-finales de classement | Demi-finales de classement |                        |    | Match pour la 5e place | Match pour la 5e place |
|  |                            |                            |                        |    |                        |                        |
|  | 28 août 2004               | 28 août 2004               |                        |    | 29 août 2004           | 29 août 2004           |
|  | 28 août 2004               | 28 août 2004               |                        |    | 29 août 2004           | 29 août 2004           |
|  | Espagne                    | 27                         |                        |    | 29 août 2004           | 29 août 2004           |
|  | Espagne                    | 27                         |                        |    | 29 août 2004           | 29 août 2004           |
|  | Chine                      | 23                         |                        |    | 29 août 2004           | 29 août 2004           |
|  | Chine                      | 23                         | Espagne                | 29 |                        |                        |
|  | 28 août 2004               |                            | Espagne                | 29 |                        |                        |
|  |                            | Hongrie                    | 38                     |    |                        |                        |
|  | Hongrie                    | Hongrie                    | 38                     | 36 |                        |                        |
|  | Hongrie                    |                            |                        | 36 |                        |                        |
|  | Brésil                     | 31                         |                        |    |                        |                        |
|  | Brésil                     | 31                         | Match pour la 7e place |    |                        |                        |
|  |                            |                            |                        |    |                        |                        |
|  | 29 août 2004               |                            |                        |    |                        |                        |
|  |                            |                            |                        |    |                        |                        |
|  | Chine                      | 25                         |                        |    |                        |                        |
|  | Chine                      | 25                         |                        |    |                        |                        |
|  | Brésil                     | 26                         |                        |    |                        |                        |
|  | Brésil                     | 26                         |                        |    |                        |                        |

Le dernier match de classement est disputé le 26 août 2004 :
- Match pour la 9e place :  Angola bat  Grèce 38 à 23

### Classement final
| Rang                                | Nation       | MJ | V | N | D | BP  | BC  | Diff |
| ----------------------------------- | ------------ | -- | - | - | - | --- | --- | ---- |
| Médaille d'or, Jeux olympiques      | Danemark     | 7  | 5 | 2 | 0 | 220 | 180 | +40  |
| Médaille d'argent, Jeux olympiques  | Corée du Sud | 7  | 5 | 2 | 0 | 227 | 192 | +35  |
| Médaille de bronze, Jeux olympiques | Ukraine      | 7  | 6 | 0 | 1 | 165 | 152 | +13  |
| 4                                   | France       | 7  | 3 | 0 | 4 | 179 | 182 | –3   |
|                                     |              |    |   |   |   |     |     |      |
| 5                                   | Hongrie      | 7  | 5 | 0 | 2 | 215 | 178 | +37  |
| 6                                   | Espagne      | 7  | 1 | 1 | 5 | 165 | 196 | –31  |
| 7                                   | Brésil       | 7  | 2 | 0 | 5 | 178 | 192 | –14  |
| 8                                   | Chine        | 7  | 2 | 0 | 5 | 182 | 175 | +7   |
|                                     |              |    |   |   |   |     |     |      |
| 9                                   | Angola       | 5  | 1 | 1 | 3 | 135 | 154 | –19  |
| 10                                  | Grèce        | 5  | 0 | 0 | 5 | 97  | 162 | –65  |

Remarque : la finale, qui s'est conclue aux jets de 7 mètres, est considérée comme un match nul.

### Statistiques et récompenses
L'équipe du tournoi, appelée aussi « all star team », désigne les sept meilleures joueuses du tournoi à leurs postes respectifs.
Elle est composée de :
- Meilleure gardienne : Rikke Schmidt,  Danemark
- Meilleure ailière gauche : Line Daugaard,  Danemark
- Meilleure arrière gauche : Katrine Fruelund,  Danemark
- Meilleure demi-centre : Lee Sang-eun,  Corée du Sud
- Meilleure pivot : Véronique Pecqueux-Rolland,  France
- Meilleure arrière droite : Maryna Verhelyouk,  Ukraine
- Meilleure ailière droite : Woo Sun-hee,  Corée du Sud.

| Rang | Joueuse                    | Nation       | Buts | Tirs | %      | 7m | Matchs | Moy. |
| ---- | -------------------------- | ------------ | ---- | ---- | ------ | -- | ------ | ---- |
| 1    | Bojana Radulovics          | Hongrie      | 54   | 96   | 56,3 % | 25 | 7      | 7,7  |
| 2    | Katrine Fruelund           | Danemark     | 50   | 73   | 68,5 % | 16 | 7      | 7,1  |
| 3    | Lee Sang-eun               | Corée du Sud | 44   | 60   | 73,3 % | 20 | 7      | 6,3  |
| 4    | Aline Silva                | Brésil       | 40   | 70   | 57,1 % | 9  | 7      | 5,7  |
| 5    | Ilda Bengue                | Angola       | 38   | 60   | 63,3 % | 9  | 5      | 7,6  |
| 6    | Woo Sun-hee                | Corée du Sud | 37   | 50   | 74,0 % | 0  | 7      | 5,3  |
| 7    | Leila Lejeune              | France       | 36   | 72   | 50,0 % | 15 | 7      | 5,1  |
| 8    | Nataliya Lyapina           | Ukraine      | 35   | 46   | 76,1 % | 21 | 7      | 5    |
| 9    | Montserrat Puche           | Espagne      | 34   | 47   | 72,3 % | 20 | 7      | 4,9  |
| 10   | Weiwei Li                  | Chine        | 32   | 62   | 51,6 % | 10 | 7      | 4,6  |
| 11   | Chao Zhai                  | Chine        | 32   | 70   | 45,7 % | 6  | 7      | 4,6  |
| 12   | Anita Kulcsár              | Hongrie      | 30   | 37   | 81,1 % | 0  | 7      | 4,3  |
| 13   | Véronique Pecqueux-Rolland | France       | 30   | 45   | 66,7 % | 0  | 7      | 4,3  |

| Rang | Joueur                | Nation       | % arrêts | Arrêts | Tirs | Matchs | Moy. |
| ---- | --------------------- | ------------ | -------- | ------ | ---- | ------ | ---- |
| 1    | Rikke Schmidt         | Danemark     | 44,1 %   | 86     | 195  | 7      | 12,3 |
| 2    | Nataliya Borissenko   | Ukraine      | 43,4 %   | 59     | 136  | 7      | 8,4  |
| 3    | Katalin Pálinger      | Hongrie      | 40,4 %   | 97     | 240  | 7      | 13,9 |
| 4    | Darly Zoqbi de Paula  | Brésil       | 40,0 %   | 34     | 85   | 7      | 4,9  |
| 5    | Odeth Tavares         | Angola       | 39,4 %   | 28     | 71   | 5      | 5,6  |
| 6    | Eugenia Sanchez       | Espagne      | 37,2 %   | 64     | 172  | 7      | 9,1  |
| 7    | Karin Mortensen       | Danemark     | 37,1 %   | 36     | 97   | 7      | 5,1  |
| 8    | Valérie Nicolas       | France       | 36,3 %   | 57     | 157  | 5      | 11,4 |
| 9    | Chana Masson de Souza | Brésil       | 35,0 %   | 76     | 217  | 7      | 10,9 |
| 10   | Oh Yong-ran           | Corée du Sud | 34,8 %   | 78     | 224  | 7      | 11,1 |

### Ouvrage de référence
- Brochure des résultats officiels, Fédération internationale de handball (Résultats, feuilles de matchs, statistiques...), 30 août 2004, 484 p. (lire en ligne)

1. ↑  Hommes – Match pour la médaille de bronze, p. 434.
2. ↑  Hommes – Match pour la médaille d'or, p. 439.
3. ↑  Hommes – Statistiques individuelles, p. 470.
4. ↑  Hommes – Statistiques gardiens de buts, p. 475.
5. ↑  Femmes – Match pour la médaille de bronze, p. 169.
6. ↑  Femmes – Match pour la médaille d'or, p. 174.
7. ↑  Femmes – Statistiques individuelles, p. 203.
8. ↑  Femmes – Statistiques gardien de but, p. 202.